# Гальперин, Бертран
Бертран Гальперин (англ. Bertrand I. Halperin; род. 6 декабря 1941, Бруклин, Нью-Йорк) — американский физик-теоретик, специалист в области конденсированных сред. Доктор философии (1965), эмерит-профессор Гарвардского университета, где трудится с 1969 года. Член Национальной АН США и Американского философского общества (1990).
Окончил Гарвардский университет (бакалавр физики, 1961). В Калифорнийском университете в Беркли получил степени магистра (1963) и доктора философии (1965) по физике.
В 1965—1966 годы — постдокторант Национального научного фонда в парижской Высшей нормальной школе. В 1966—1976 годы — сотрудник лабораторий Белла. С 1976 года — профессор физики альма-матер, Гарвардского университета, с 1992 года — профессор кафедры Холлиса, ныне эмерит; с 1988 по 1991 год — заведующий кафедрой физики; с 2004 года — старший член Гарвадрского общества почётных членов. Также занимается статистической физикой.
Действительный член Американской академии искусств и наук и Американского физического общества.
Награды и отличия:
- премия Оливера Бакли Американского физического общества (1982)
- премия Онсагера Американского физического общества (2001)
- премия Вольфа в области физики (2003)
- премия за преподавание общества Phi Beta Kappa, Гарвард (2004)
- премия имени Дэнни Хайнемана Гёттингенской АН (2007)
- медаль Онсагера[англ.] Норвежского университета естественных и технических наук (2009)
- почётный доктор Института Вейцмана (2013)
- Мейтнеровская лекция[англ.] (2016)
- медаль Американского физического общества за выдающиеся исследования[англ.] (2019)[5]